# The French Angel
Maurice Tillet (* 23. Oktober 1903 im Uralgebirge, Russisches Kaiserreich; † 4. September 1954 in Chicago, Illinois, USA) war ein französischer Wrestler, der ab den 1940er-Jahren unter dem Namen „The French Angel“ auftrat und wiederholt den Titel des Schwergewichtsmeisters der American Wrestling Association trug.

## Leben
Maurice Tillet wurde 1903 im Uralgebirge im Russischen Kaiserreich geboren, wo seine aus Frankreich stammenden Eltern arbeiteten, seine Mutter als Lehrerin, sein Vater als Lokomotivführer. Tillets Aussehen während seiner Kindheit war noch unauffällig. Wegen seines Gesichtes wurde er von seiner Mutter „Engelchen“ genannt, was zu seinem späteren Ringer-Namen führte. Sein Vater starb, als er noch ein Kleinkind war. Im Jahr 1917 zog er zusammen mit seiner Mutter nach dem Ausbruch der Russischen Revolution wieder zurück nach Frankreich, wo sie sich in Reims niederließen. Im Alter von 20 Jahren bemerkte Maurice Tillet das Anschwellen seiner Hände und Füße sowie seines Kopfes. Ein Arzt, den er deswegen aufgesucht hatte, diagnostizierte Akromegalie, die zu Riesenwuchs führte. Der angestrebte Beruf eines Rechtsanwaltes war durch die Erkrankung hinfällig geworden, weshalb er mehrere Jahre als Maschinist bei der Französischen Marine Dienst tat, bis er seine Wrestling-Karriere begann.

## Wrestling-Karriere

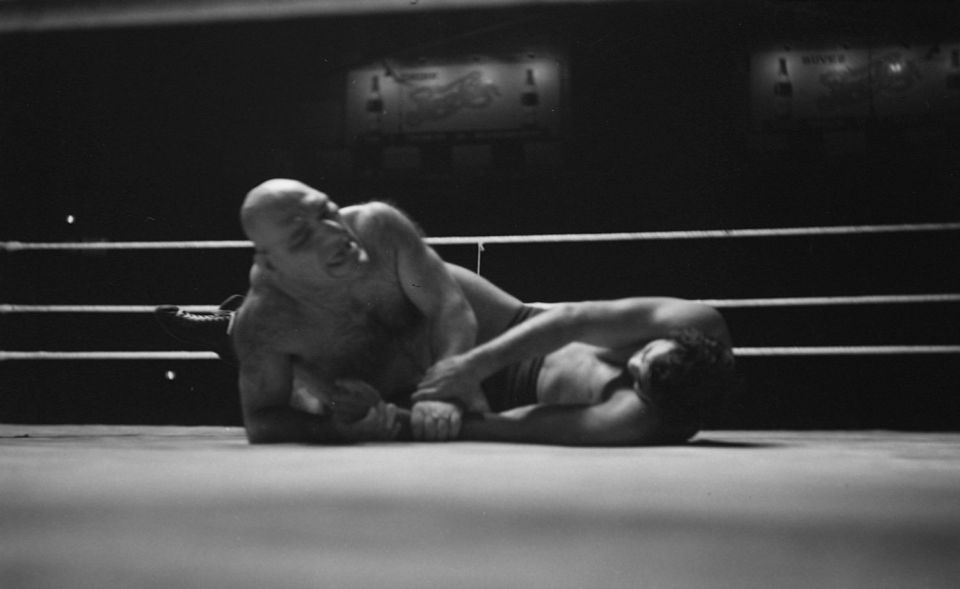
Maurice Tillet bei einem Kampf mit Lou Thesz, 1940

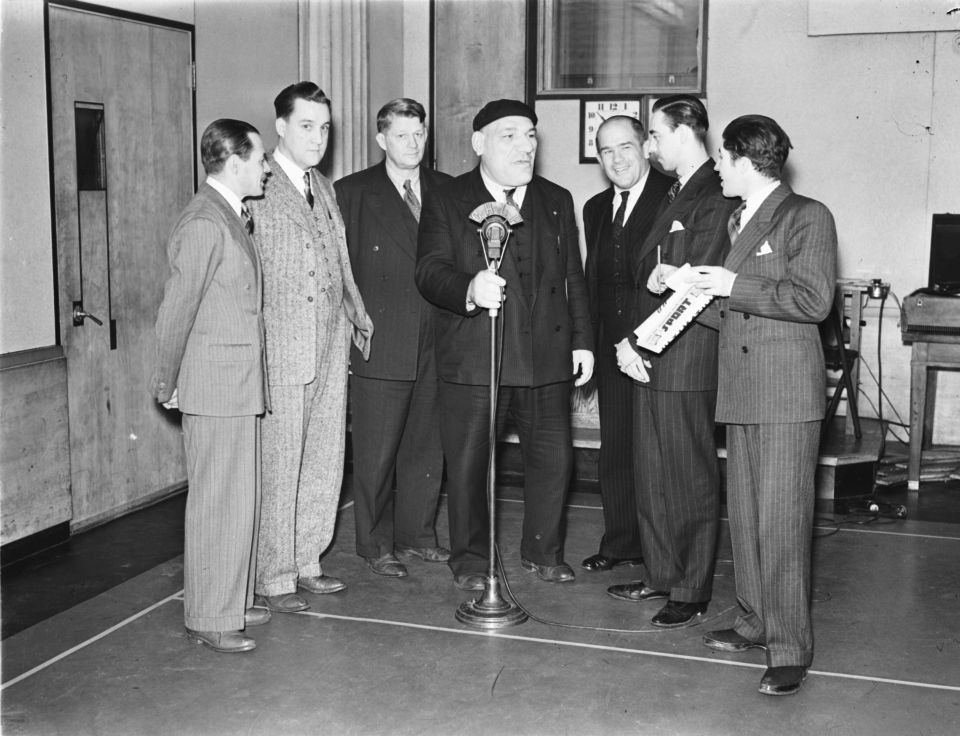
Radio-Interview mit Tillet in Montreal, 1940.

Im Februar 1937 lernte Tillet in Singapur den professionellen Wrestler Karl Pojello kennen, der ihn überzeugte, ebenfalls eine solche Laufbahn einzuschlagen. Gemeinsam trainierten die beiden in der Folgezeit in Paris. Bis zum Ausbruch des Zweiten Weltkrieges stand Tillet zwei Jahre lang sowohl in Frankreich als auch in England im Ring. Danach emigrierte er gemeinsam mit Pojello in die Vereinigten Staaten. Dort promotete ihn ab 1940 Paul Bowser aus Boston unter dem Namen „The French Angel“ und baute ihn zur Hauptattraktion der Kämpfe auf. Seine Wrestling-Shows waren große Erfolge, und er selbst wurde als „Unstoppable“ vermarktet. In den arrangierten Kämpfen ging er neunzehn Monate ohne Unterbrechung als Sieger hervor. Von Mai 1940 bis Mai 1942 trug Tillet den Titel eines Schwergewichtsmeisters der American Wrestling Association. Nach einem Ausflug in die kanadische Liga 1942 führte er den Titel erneut bis 1944. Sein Erfolg führte dazu, dass sich mehrere andere Wrestler ähnliche Ringnamen gaben:
- Paul Olaffsen (Swedish Angel) – er litt ebenfalls an Akromegalie
- Tony Angelo (Russian Angel)
- Tor Johnson (Super Swedish Angel)
- Jack Rush (Canadian Angel)
- Wladislaw Tulin (Polish Angel)
- Stan Pinto (Czech Angel)
- Clive Welsh (Irish Angel)
- Jack Falk (Golden Angel)
- Gil Guerrero (Black Angel)
- Jean Noble (Lady Angel)

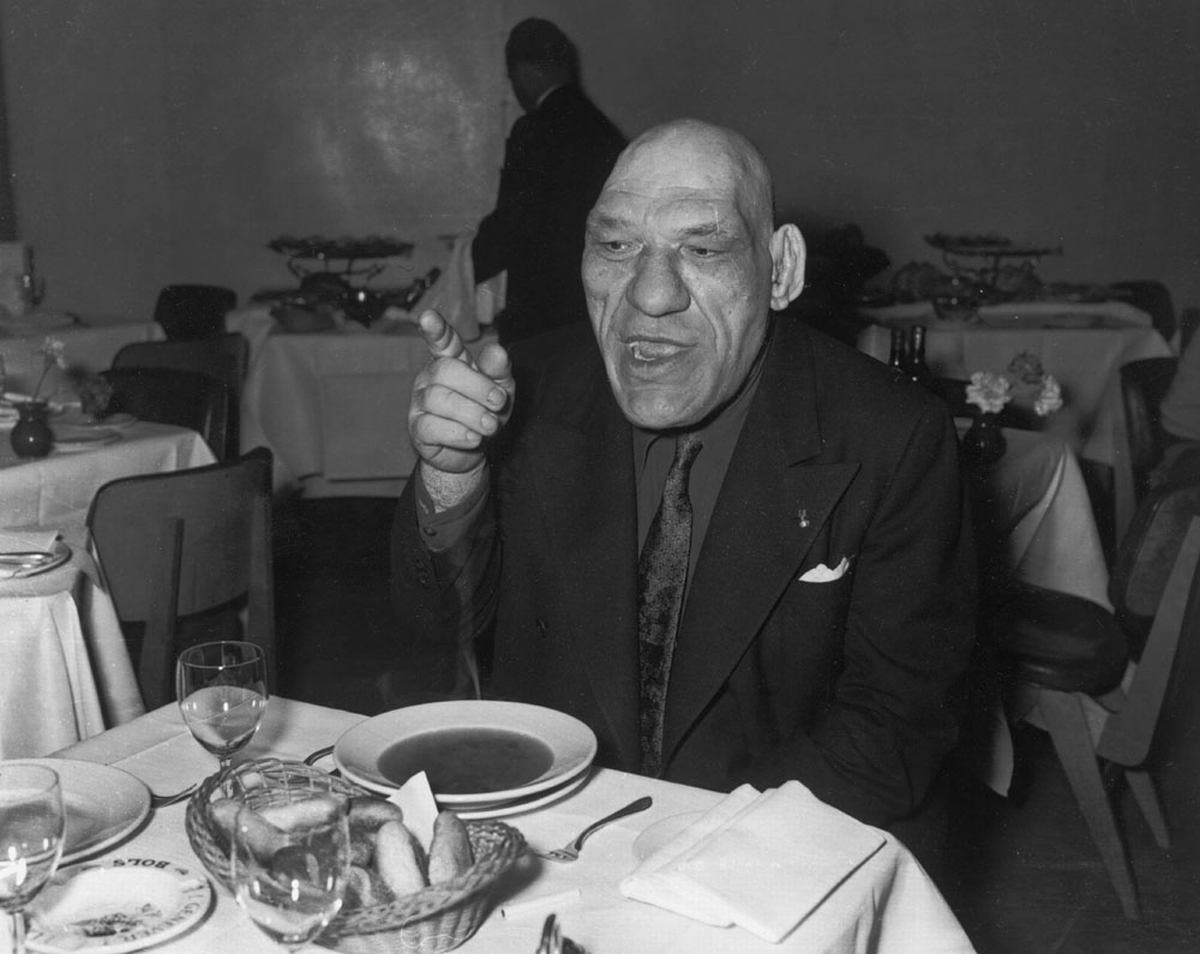
Maurice Tillet, 1953

Ab dem Jahr 1945 hatte Tillet zunehmend gesundheitliche Probleme und wurde nicht mehr als „Unstoppable“ promotet. Ab 1950 freundete er sich mit dem Bildhauer Louis Linck an, der mehrere Gipsabdrücke von seinem Gesicht nahm. Einer der daraus entstandenen Abgüsse befindet sich heute im International Museum of Surgical Science in Chicago. Tillet willigte ein, seine Karriere bei seinem letzten Ringkampf am 14. Februar 1953 gegen Bert Assirati mit einer Niederlage zu beenden.

## Tod
Tillet starb am 4. September 1954 in Chicago an Herzbeschwerden, nachdem er vom Tod seines Trainers am selben Tag erfahren hatte. Er wurde an dessen Seite auf dem Lithuanian National Cemetery in Justice, Illinois, südlich von Chicago beigesetzt.

## Kultureller Einfluss
Mehrere Autoren spekulierten darüber, ob Maurice Tillets Aussehen als Vorlage für den Trickfilmhelden Shrek diente, und verhalfen Tillet so zu posthumem Ruhm bei Cineasten. Diese Vermutungen wurden von DreamWorks allerdings nie offiziell kommentiert.